# LaMarcus Adna Thompson

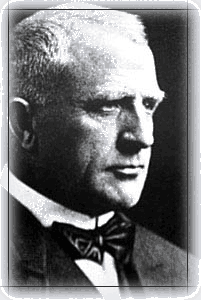
LaMarcus Thompson

LaMarcus Adna Thompson (8 de marzo de 1848 – 8 de marzo de 1919) fue un inventor y empresario estadounidense conocido por el desarrollo de montañas rusas y por inventar el género de atracciones ferroviarias escénicas.
En su adolescencia se convirtió en un hábil carpintero. En 1873, Thompson comenzó a trabajar en una tienda de comestibles en Elkhart, Indiana. Allí, diseñó un dispositivo para fabricar medias sin costuras. Hizo una fortuna en ese negocio, pero complicaciones con su salud lo obligaron a dejarlo. 

## Ferrocarril  de Thompson 1884
Thompson es conocido por sus primeros trabajos en el desarrollo de montañas rusas y por inventar el género de atracciones ferroviarias escénicas. Se le conoce como el "padre de la montaña rusa estadounidense y a menudo también se le llama el "padre del viaje de gravedad". A lo largo de su vida, Thompson acumuló casi treinta patentes relacionadas con tecnologías de montaña rusa. Un ejemplo es la patente concedida el 22 de diciembre de 1884 para el ferrocarril Gravity Switch-back.  El trabajo de Thompson se basó en una patente anterior de un "ferrocarril inclinado" de John G. Taylor, y en la idea general de atracciones inclinadas impulsadas por la gravedad que se remontan al menos al siglo XVII a través de la historia general de la montaña rusa.

## Gravity Pleasure Switchback Railway
El proyecto revolucionario de Thompson fue el "Gravity Pleasure Switchback Railway", que abrió en Coney Island en 1884. En 1887, junto con el diseñador James A. Griffiths, abrió el Scenic Railway en el Boardwalk en Atlantic City, Nueva Jersey. El concepto de ferrocarril escénico de NJ Thompson inicialmente tenía la intención de brindar a los pasajeros una vista panorámica del paisaje circundante; más tarde, Thompson creó elaborados fondos y escenas pintadas para que los ciclistas se sintieran como si estuvieran recorriendo los Alpes suizos u otros paisajes extranjeros. 

## LA Thompson Scenic Railway Company
Thompson fue director gerente de LA Thompson Scenic Railway Company, 220 West 42nd St., incorporada en 1895. Los ferrocarriles escénicos de Thompson fueron inmensamente populares durante la primera y la segunda década de 1900, y su compañía operaba seis importantes ferrocarriles escénicos en Coney Island durante ese tiempo. Docenas de ferrocarriles panorámicos operaban en los EE. UU. y Europa. Finalmente, el ferrocarril panorámico fue eclipsado por paseos en montaña rusa más rápidos y emocionantes que fueron posibles gracias a las mejoras en la tecnología de seguridad de las montañas rusas.
Thompson murió en su casa, Thompson Park, Glen Cove, Long Island, el 8 de mayo de 1919 a los 71 años.